# Liga de la Costa del Pacífico 1954-55
La Temporada 1954-55 de la Liga de la Costa del Pacífico fue la 10.ª edición y comenzó el 1 de octubre de 1954.
En esta edición se instituyó la Serie Nacional Invernal, una “pequeña serie mundial” entre el ganador de la Liga de la Costa del Pacífico y el de la Liga Invernal Veracruzana; en esta primera ocasión, Venados de Mazatlán representó a la Costa del Pacífico mientras que los Petroleros de Poza Rica hicieron lo propio por la Liga del sur.
La temporada comenzó con las series: Hermosillo en Navojoa, Culiacán en Guadalajara y Obregón en Mazatlán. 
La temporada finalizó el 13 de febrero de 1955, los Venados de Mazatlán se coronaron campeones al terminar en la primera posición del standing.

## Sistema de competencia
Se estableció el sistema de competencia de "todos contra todos", se programó un calendario corrido sin vueltas, jugando 20 series de 4 juegos, el tercer día de cada serie habría doble juego (matutino y vespertino), resultando campeón el equipo con mayor porcentaje de ganados y perdidos (primera posición).

### Calendario
- Número de Juegos: 20 series x 4 juegos = 80 juegos

## Equipos participantes
| Liga de la Costa del Pacífico 1954-55 |           |                   |                        |                       |           |
| Equipo                                | Fundación | Mánager           | Ciudad                 | Estadio               | Capacidad |
| Charros de Jalisco                    | 1952      | Hal Smith         | Guadalajara, Jalisco   | Tecnológico de la UDG | 4,000     |
| Mayos de Navojoa                      | 1950      | Hubbard Kittle    | Navojoa, Sonora        | Revolución            | ***       |
| Naranjeros de Hermosillo              | 1944      | Tomás Arroyo      | Hermosillo, Sonora     | Fernando M. Ortiz     | 5,000     |
| Tacuarineros de Culiacán              | 1945      | Carlos Gómez      | Culiacán, Sinaloa      | General Ángel Flores  | 4,000     |
| Venados de Mazatlán                   | 1945      | Guillermo Garibay | Mazatlán, Sinaloa      | Mazatlán              | ***       |
| Yaquis de Ciudad Obregón              | 1947      | Art Lilly         | Ciudad Obregón, Sonora | Álvaro Obregón        | ***       |

## Juego de Estrellas
La 10.ª edición del juego de estrellas de la Liga de la Costa del Pacífico, tuvo un cambio muy interesante: se organizó un juego de estrellas entre los mejores jugadores de la Liga Invernal Veracruzana y la Liga de la costa del Pacífico. 
El juego se realizó el día martes 28 de diciembre de 1954, ante más de 9,000 aficionados que abarrotaron el Estadio Álvaro Obregón, La Veracruzana se levanta con la victoria 11 carreras a 9.
La 11.ª edición del juego de estrellas se realizó el día 4 de enero de 1955, ante más de 20,000 aficionados que abarrotaron el Parque del Seguro Social, La Veracruzana se levanta con la victoria 4 carreras a 1.

## Standing
| Equipos                  | JJ | JG | JP | JE | PCT  | JV   |
| ------------------------ | -- | -- | -- | -- | ---- | ---- |
| Venados de Mazatlán      | 83 | 47 | 33 | 3  | .588 | -    |
| Naranjeros de Hermosillo | 81 | 44 | 36 | 1  | .550 | 3.0  |
| Mayos de Navojoa         | 81 | 41 | 39 | 1  | .513 | 6.0  |
| Yaquis de Ciudad Obregón | 80 | 39 | 41 | -  | .488 | 8.0  |
| Charros de Jalisco       | 81 | 37 | 43 | 1  | .463 | 10.0 |
| Tacuarineros de Culiacán | 82 | 32 | 48 | 2  | .400 | 15.0 |

| Campeón |

Nota: El equipo campeón se definió por la primera posición en el standing.

## Cuadro de honor
| Equipos                  | Posición   |
| ------------------------ | ---------- |
| Venados de Mazatlán      | Campeón    |
| Naranjeros de Hermosillo | Subcampeón |
| Mayos de Navojoa         | 3° Lugar   |
| Yaquis de Ciudad Obregón | 4° Lugar   |
| Charros de Jalisco       | 5° Lugar   |
| Tacuarineros de Culiacán | 6° Lugar   |

## Serie de Campeonato del Béisbol Invernal
En esta edición se instituyó la Serie de Campeonato del Béisbol Invernal, una “pequeña serie mundial” entre el ganador de la Liga de la Costa del Pacífico y el de la Liga Invernal Veracruzana; en esta primera edición, Venados representó a la LCP mientras que los Petroleros de Poza Rica hicieron lo propio por la LIV.
Se jugarían 5 partidos a ganar 3 comenzando en Mazatlán; los Venados después de perder el primero en su casa, ganaron los tres siguientes.

### Standing Serie de Campeonato del Béisbol Invernal
| Equipos                 | JJ | JG | JP | PCT  | JV  |
| ----------------------- | -- | -- | -- | ---- | --- |
| Venados de Mazatlán     | 4  | 3  | 1  | .588 | -   |
| Petroleros de Poza Rica | 4  | 1  | 3  | .550 | 2.0 |

| Campeón |

### Juego 1
El lunes 14 de febrero los Venados enfrentan a los Petroleros del Poza Rica en Mazatlán iniciando la llamada Serie Mundial Mexicana; Poza Rica resultó campeón en la Liga Invernal Veracruzana y el entusiasmo por el béisbol era tal que surgió la idea enfrentar a ambos campeones para definir el mejor del béisbol invernal mexicano, similar a las Grandes Ligas.   
Una entrada superior a los 8 mil fanáticos y una transmisión radial a toda la república era el marco espléndido para aquel encuentro. El juego inició muy parejo hasta la cuarta entrada, en el que Buheller consigue un doblete, el cátcher Bob Knocke lo imita empujando la primera y tras un desafortunado wild pitch de Kline se anota la segunda para el Poza Rica. En la séptima Felipe Montemayor le saca la pelota del parque a Robert Garber y el partido finalmente concluye con una emotiva victoria 2-1 de la Liga Invernal Veracruzana.

### Juego 2
La primera “Serie Mexicana de Béisbol” continuó aquel martes 15 de febrero de 1955; Al Grunwald abrió por los Petroleros contra el Venado Mayor Daniel Ríos quien no corrió con fortuna y ya para el cuarto episodio el marcador registraba 7 carreras contra 0. La sequía de anotaciones terminó en el sexto inning cuando Ray Zonta empezó el ataque rojo al volarse la barda por el izquierdo con dos compañeros en los senderos; caían las primeras 3 de los Campeones de la Costa, mientras que los de la Invernal seguían silenciados por el hermético pitcheo de Martínez. 
Nippy Jones hizo lo suyo y también alejó la pelota fuera de la barda para poner los cartones 7-4 en el octavo; acto seguido, después de base a Ángel Castro el mánager Genovesse no aguantó más y trajo de relevista a Wilfredo Salas. Pero Mazatlán estaba encendido; sencillos ligados de Dick Hall y Ray Zonta llenaron las bases de Venados y al bat “el Socio” Raúl Navarro, cátcher del equipo. 
Navarro no se distinguía por ser buen bateador pero el béisbol le tenía una sorpresa: un lanzamiento a modo le puso Salas y la pelota se levantó, es posible que el mismo público la empujara con la mirada, el caso es que Navarro pegó en esa ocasión el hit más importante de su vida: Un Jonrón Con Casa Llena; cuatro carreras más a la cuenta de Mazatlán daban la vuelta al marcador ante la sorpresa de unos, el desconsuelo de otros y la alegría de Navarro pisando las bases dándole la vuelta al escenario. 
Tres outs separaban a Mazatlán del triunfo y Memo Garibay no lo pensó mucho; trajo a Ronald Lee Kline quien lanzando fuego a la goma consiguió los tres últimos outs para la primera victoria al equipo del puerto sinaloense, una victoria realmente inolvidable, de gran béisbol y de mucha fortuna. Era el último juego de la temporada en Mazatlán y los Venados se despidieron en grande.

### Juego 3
La serie se trasladó ahora a Poza Rica para los siguientes tres encuentros de ser necesario. Memo Garibay designó a Procopio Herrera como pitcher abridor por Venados mientras Genovesse le da la pelota a Guillermo López, dos buenos lanzadores mexicanos. Sin día de descanso tras un largo viaje, la serie se reanuda con mucho entusiasmo el miércoles 16 de febrero; Mazatlán empieza a sumar carreras primero y en la segunda entrada Ángel Castro los pone adelante en el marcador con un jonrón por el jardín derecho; para la cuarta Mazatlán haría otra más producida por Ray Zonta.
Aunque a Procopio Herrera no le habían pegado de hit hasta la quinta, estaba muy descontrolado y en este inning acepta el primer imparable y la primera carrera: el pitcher “Memo” López que recibió base, pasó a segunda con el primer hit de los Petroleros conectado por “Cañitas” Moreno; fue adelantado a tercera por Genovesse y en un fly a segunda base, sorprendentemente López se viene a la registradora en pisa y corre barriéndose en el plato en forma espectacular. Pero los Venados venían decididos por el triunfo, y en la séptima anota el valioso Zonta otra carrera con hit productor de Epitacio “La Mala” Torres. El partido termina 3 por 1 a favor de Venados con una brillante victoria de Procopio Herrera; la serie estaba 2-1 a favor de los del Pacífico.

### Juego 4
Al día siguiente jueves 17 de febrero de 1955, los anfitriones estaban en serios aprietos y Genovesse envía a la loma a Bob Garber; Daniel Ríos sería el encargado de defender a La Costa del Pacífico dejando Garibay a Ronald Lee Kline para el último en caso de ser necesario. 
Genovesse iba por el empate enviando a su mejor lanzador quien lució increíble y aunque había librado algunos problemas, después de ocho entradas completas de juego aún no recibía el primer hit; Daniel Ríos había aceptado tres, pero las casillas de carreras estaban en blanco y el tiempo se estaba acabando. Al llegar la parte alta de la novena, después de out a Raúl Navarro en rola al cuadro se presenta a la caja de bateo el pitcher Daniel Ríos; en cuenta de 3 y 2 y las emociones en su más alto nivel, “La Coyota” levanta la pelota lejos, se le acaba el espacio al jardinero y la esférica apenas cae tras la barda entre izquierdo y central en un trágico cuadrangular para Garber, que hasta ese momento estaba lanzando sin hit ni carrera; Mazatlán ganaría con un excelente relevo de Ronald Lee Kline en la parte baja de la novena entrada, dominando por la vía de los strikes a Genovesse y a Parker para comenzar el festejo del banderín de la Serie Mexicana de Béisbol al ganar tres partidos en cuatro oportunidades.

## Designaciones
A continuación se muestran a los jugadores más valiosos de la temporada.
| Designación         | Ganador     | Equipo                                            |
| ------------------- | ----------- | ------------------------------------------------- |
| Jugador Más Valioso | Luke Easter | Tacuarineros de Culiacán-Naranjeros de Hermosillo |